# フォーク酒場で唄わせて50曲
『フォーク酒場で唄わせて50曲』（フォークさかばでうたわせてごじゅっきょく）は、2010年7月7日に発売された、フォーク・ニューミュージックのコンピレーション・アルバムである。

## 収録曲

### Disc 1
| 曲順 | タイトル                                                                            | アーティスト     | ジャンル           |
| ---- | ----------------------------------------------------------------------------------- | ---------------- | ------------------ |
| 1    | 22才の別れ （作詞・作曲：伊勢正三） （発売日：1975年2月5日）                        | 風               | フォーク           |
| 2    | 神田川 （作詞：喜多条忠／作曲：南こうせつ） （発売日：1973年9月20日）               | かぐや姫         | フォーク           |
| 3    | 『いちご白書』をもう一度 （作詞・作曲：荒井由実） （発売日：1975年8月1日）          | バンバン         | ニューミュージック |
| 4    | 学生街の喫茶店 （作詞：山上路夫／作曲：すぎやまこういち） （発売日：1972年6月20日） | ガロ             | ニューミュージック |
| 5    | あの素晴しい愛をもう一度 （作詞：北山修／作曲：加藤和彦） （発売日：1971年4月5日）  | 加藤和彦＆北山修 | フォーク・ロック   |
| 6    | 僕の胸でおやすみ （作詞・作曲：山田パンダ） （発売日：1973年7月1日）                | かぐや姫         | フォーク           |
| 7    | 外は白い雪の夜 （作詞：松本隆／作曲：吉田拓郎） （発売日：1978年11月21日）          | 吉田拓郎         | ニューミュージック |
| 8    | 夕暮れ時はさびしそう （作詞・作曲：天野滋） （発売日：1974年7月10日）               | NSP              | フォーク           |
| 9    | チャンピオン （作詞・作曲：谷村新司） （発売日：1978年12月5日）                     | アリス           | ニューミュージック |
| 10   | なごり雪 （作詞・作曲：伊勢正三） （発売日：1975年11月5日）                         | イルカ           | ニューミュージック |
| 11   | 妹 （作詞：喜多条忠／作曲：南こうせつ） （発売日：1974年5月20日）                   | かぐや姫         | フォーク           |
| 12   | ささやかなこの人生 （作詞・作曲：伊勢正三） （発売日：1976年6月25日）               | 風               | ニューミュージック |
| 13   | 青空、ひとりきり （作詞・作曲：井上陽水） （発売日：1975年11月25日）                | 井上陽水         | ニューミュージック |
| 14   | あいつ （作詞・作曲：伊勢正三） （発売日：1975年6月5日）                            | 風               | フォーク           |
| 15   | 加茂の流れに （作詞・作曲：南こうせつ） （発売日：1972年4月20日）                   | かぐや姫         | フォーク           |
| 16   | 落陽 （作詞：岡本おさみ／作曲：吉田拓郎） （発売日：1973年12月21日）                | よしだたくろう   | ニューミュージック |
| 17   | 酒と泪と男と女 （作詞・作曲：河島英五） （発売日：1976年6月25日）                   | 河島英五         | ニューミュージック |

### Disc 2
| 曲順 | タイトル                                                                         | アーティスト   | ジャンル           |
| ---- | -------------------------------------------------------------------------------- | -------------- | ------------------ |
| 1    | たどり着いたらいつも雨降り （作詞・作曲：吉田拓郎） （発売日：1972年7月21日）    | よしだたくろう | ニューミュージック |
| 2    | 雪が降る日に （作詞：伊勢正三／作曲：南こうせつ） （発売日：1972年4月20日）      | かぐや姫       | フォーク           |
| 3    | 青春の影 （作詞・作曲：財津和夫） （発売日：1974年6月5日）                       | チューリップ   | ニューミュージック |
| 4    | 雨の物語 （作詞・作曲：伊勢正三） （発売日：1977年3月25日）                      | イルカ         | フォーク           |
| 5    | あの唄はもう唄わないのですか （作詞・作曲：伊勢正三） （発売日：1975年12月10日） | 風             | フォーク           |
| 6    | リバーサイドホテル （作詞・作曲：井上陽水） （発売日：1982年7月5日）             | 井上陽水       | ニューミュージック |
| 7    | 夏の少女 （作詞・作曲：南こうせつ） （発売日：1977年6月5日）                     | 南こうせつ     | ニューミュージック |
| 8    | はずれくじ （作詞・作曲：伊勢正三） （発売日：1975年6月5日）                     | 風             | ニューミュージック |
| 9    | サラダの国から来た娘 （作詞・作曲：イルカ） （発売日：1978年3月25日）            | イルカ         | フォーク           |
| 10   | 置手紙 （作詞・作曲：伊勢正三） （発売日：1974年9月15日）                        | かぐや姫       | フォーク           |
| 11   | さなえちゃん （作詞・作曲：仲井戸麗市） （発売日：1972年5月25日）                | 古井戸         | フォーク・ロック   |
| 12   | プカプカ（みなみの不演不唱） （作詞・作曲：西岡恭蔵） （発売日：1971年7月）      | ザ・ディランII | フォーク           |
| 13   | リンゴ （作詞：岡本おさみ／作曲：吉田拓郎） （発売日：1972年7月21日）            | よしだたくろう | ニューミュージック |
| 14   | 君と歩いた青春 （作詞・作曲：伊勢正三） （発売日：1976年11月25日）               | 風             | ニューミュージック |
| 15   | 雨が空から降れば （作詞：別役実／作曲：小室等） （発売日：1971年4月1日）         | 小室等         | フォーク           |
| 16   | 荻窪二丁目 （作詞：喜多条忠／作曲：南こうせつ） （発売日：1975年7月15日）        | 南こうせつ     | ニューミュージック |
| 17   | 生活の柄 （作詞：山之口貘／作曲：高田渡） （発売日：1971年6月1日）               | 高田渡         | フォーク           |

### Disc 3
| 曲順 | タイトル                                                                              | アーティスト | ジャンル           |
| ---- | ------------------------------------------------------------------------------------- | ------------ | ------------------ |
| 1    | 赤ちょうちん （作詞：喜多条忠／作曲：南こうせつ） （発売日：1974年1月10日）           | かぐや姫     | フォーク           |
| 2    | 大空と大地の中で （作詞・作曲：松山千春） （発売日：1977年6月25日）                   | 松山千春     | ニューミュージック |
| 3    | 海岸通 （作詞・作曲：伊勢正三） （発売日：1975年6月5日）                              | 風           | フォーク           |
| 4    | 黒の舟唄 （作詞：能吉利人／作曲：桜井順） （発売日：1975年10月25日）                  | 長谷川きよし | フォーク           |
| 5    | あの人の手紙 （作詞：伊勢正三／作曲：南こうせつ） （発売日：1972年4月20日）           | かぐや姫     | ニューミュージック |
| 6    | 教訓Ⅰ （作詞：上野瞭・加川良／作曲：加川良） （発売日：1971年7月20日）                | 加川良       | フォーク           |
| 7    | マキシーのために （作詞：喜多条忠／作曲：南こうせつ） （発売日：1972年4月20日）       | かぐや姫     | ニューミュージック |
| 8    | 長い夜 （作詞・作曲：松山千春） （発売日：1981年4月21日）                             | 松山千春     | ニューミュージック |
| 9    | ペテン師 （作詞：喜多条忠／作曲：伊勢正三） （発売日：1974年9月15日）                 | かぐや姫     | フォーク           |
| 10   | サルビアの花 （作詞：相沢靖子／作曲：早川義夫） （発売日：1972年4月5日）              | もとまろ     | フォーク           |
| 11   | けれど生きている （作詞：山田パンダ／作曲：南こうせつ） （発売日：1973年7月20日）     | かぐや姫     | フォーク           |
| 12   | フランシーヌの場合 （作詞：いまいずみあきら／作曲：郷伍郎） （発売日：1969年6月15日） | 新谷のり子   | フォーク           |
| 13   | アビーロードの街 （作詞：伊勢正三／作曲：南こうせつ） （発売日：1973年7月1日）        | かぐや姫     | フォーク           |
| 14   | 粉雪 （作詞・作曲：南こうせつ） （発売日：1975年7月15日）                             | 南こうせつ   | フォーク           |
| 15   | 池上線 （作詞：佐藤順英／作曲：西島三重子） （発売日：1976年4月25日）                 | 西島三重子   | ニューミュージック |
| 16   | 北国列車 （作詞・作曲：伊勢正三） （発売日：1976年1月25日）                           | 風           | フォーク・ロック   |